# فرودگاه بین‌المللی ماریس بیشاپ
فرودگاه بین‌المللی ماریس بیشاپ (به انگلیسی: Maurice Bishop International Airport) یک فرودگاه همگانی با کد یاتا GND است که یک باند فرود آسفالت دارد و طول باند آن ۲۷۴۴ متر است. این فرودگاه در شهر سینت‌جورجس کشور گرنادا قرار دارد.